# 荘妃 (嘉慶帝)
荘妃（そうひ、乾隆46年6月15日（1781年8月3日） - 嘉慶16年（1811年）2月15日）は、清の嘉慶帝の側室。姓は王佳氏。正黄旗包衣第五参領第三旗鼓佐領の出身。父は挙人伊里布。

## 生涯
乾隆60年（1795年）、乾隆帝の第15皇子嘉親王永琰（後の嘉慶帝）が皇太子に立てられた際、彼の妻妾として、皇太子妃喜塔臘氏、側福晋鈕祜禄氏の他に官女子（格格とも、清の皇族の下級の側室）として、劉佳氏と侯佳氏とともに王佳氏の名があることから、王佳氏がこの頃から寵愛を受けていたことがわかる。
嘉慶元年（1796年）、嘉慶帝が正式に即位すると春常在に封された。

嘉慶元年（1796年）、春貴人に晋封された。
嘉慶6年（1801年）1月8日，瑩嬪を静妃に、淳貴人を淳嬪に、春貴人を和嬪に晋封するよう上諭が出されたが、実際には同年1月14日、侯佳氏は吉嬪に晋封された。
また、同年四月十五日、吉嬪に正式冊封される際、その為の正使と副使が景仁宫に派遣されていることから、この時点で皇后鈕祜禄氏と吉嬪が景仁宫でともに暮らしていたことが確認できる。
嘉慶13年（1808年）4月21日，嘉慶帝は皇長孫の誕生を祝し、吉嬪を吉妃に晋封させた後、荘妃に改めさせた。
同13年11月11日、荘妃に正式冊封される際、その為の正使と副使が翊坤宫に派遣されていることから、荘妃は景仁宮から翊坤宫に移っていたことがわかる。
嘉慶16年（1811年）2月15日、円明園にて薨去し、清西陵の妃園寝に陪葬された。皇后鈕祜禄氏は自ら金棺を贈り届けに来た他、嘉慶帝も荘妃を弔う為に二度西陵を訪れている。